# Фишки. Деньги. Адвокаты
«Фи́шки. Де́ньги. Адвока́ты», также известный как «Защи́тники» (англ. The Defenders) — американский юридический комедийно-драматический телесериал с Джеймсом Белуши и Джерри О’Коннеллом в главных ролях, который выходил в эфир на телеканале CBS с 22 сентября 2010 года по 11 марта 2011 года. Действие шоу разворачивается в Лас-Вегасе, штат Невада, и рассказывает о адвокатах-напарниках, которые изо всех сил помогают своим клиентам и одновременно пытаются привести свою личную жизнь в порядок. Сериал основан на практике реальных адвокатов из Вегаса Майкла Кристалли и Марка Саггеса.
В октябре 2010 года CBS объявил заказ на 19 эпизодов нового юридического шоу с возможностью продления на полный сезон из 22-х эпизодов. В январе 2011 года было объявлено, что «Фишки. Деньги. Адвокаты»  переезжают со своего таймслота в среду на пятницу, который ранее занимал сериал «Медиум», а сериал «Голубая кровь» занял освободившийся таймслот в среду. Шоу «Голубая кровь» вернулось в свой пятничный таймслот уже в феврале 2011 года благодаря премьере сериала «Мыслить как преступник: Поведение подозреваемого». Последние шесть эпизодов «Фишки. Деньги. Адвокаты» выходили по пятницам в 20:00.
15 мая 2011 года CBS закрыл телесериал после одного сезона.

## В ролях

### Основной состав
- Джерри О’Коннелл в роли Пита Казмарека
- Джеймс Белуши в роли Ника Морелли
- Джерни Смоллетт-Белл в роли Лизы Тайлер
- Таня Фишер в роли Зои Уотерс

### Второстепенный состав
- Джиллиан Вигмэн в роли Джессики
- Тедди Сирс в роли Томаса Коула
- Глинн Тёрмен в роли судьи Боба Оуэнса
- Дэн Эйкройд в роли судьи Максимуса Хантера

## Эпизоды
| №  | Название                                                                     | Режиссёр         | Автор сценария               | Дата премьеры    | Зрители в США (млн) |
| -- | ---------------------------------------------------------------------------- | ---------------- | ---------------------------- | ---------------- | ------------------- |
| 1  | «Pilot» «Пилот»                                                              | Дэвис Гуггенхайм | Кевин Кеннеди и Нильс Мюллер | 22 сентября 2010 | 12,09               |
| 2  | «Las Vegas v. Reid» «Лас-Вегас против Рейда»                                 | Джефф Мелман     | Питер Ноа                    | 29 сентября 2010 | 10,41               |
| 3  | «Nevada v. Carter» «Невада против Картера»                                   | Джефф Мелман     | Питер Ноа                    | 6 октября 2010   | 9,28                |
| 4  | «Nevada v. Cerrato» «Навада против Черрато»                                  | Чарли Хейд       | Бретт Конрад                 | 13 октября 2010  | 9,90                |
| 5  | «Nevada v. Senator Harper» «Невада против сенатора Харпера»                  | Джефф Т. Томас   | Жаклин Хойт и Брюс Расмуссен | 20 октября 2010  | 10,03               |
| 6  | «Nevada v. Rodgers» «Невада против Роджерса»                                 | Джейми Бэббит    | Кевин Кеннеди и Нильс Мюллер | 27 октября 2010  | 9,80                |
| 7  | «Las Vegas v. Johnson» «Лас-Вегас против Джонсона»                           | Тим Басфилд      | Каролина Пэйц                | 3 ноября 2010    | 9,94                |
| 8  | «Nevada v. Killa Diz» «Невада против Килла Дис»                              | Род Холкомб      | Бретт Конрад                 | 10 ноября 2010   | 8,40                |
| 9  | «Whitten v. Fenlee» «Уиттен против Фенли»                                    | Кристина Мур     | Питер Ноа и Брюс Расмуссен   | 17 ноября 2010   | 9,43                |
| 10 | «Nevada v. Dennis» «Невада против Денниса»                                   | Мэтт Эрл Бизли   | Жаклин Хойт                  | 8 декабря 2010   | 10,54               |
| 11 | «Nevada v. Reily» «Невада против Рейли»                                      | Ричард Дж. Льюис | Кевин Кеннеди                | 15 декабря 2010  | 10,29               |
| 12 | «Nevada v. Wayne» «Невада против Уэйна»                                      | Грег Бимен       | Брюс Расмуссен               | 12 января 2011   | 6,81                |
| 13 | «Nevada v. Donnie The Numbers Guy» «Невада против Донни»                     | Джон Шоуолтер    | Бретт Конрад                 | 4 февраля 2011   | 8,71                |
| 14 | «Nevada v. Doug the Mule» «Невада против Дага»                               | Чарли Хайд       | Каролина Пэйц                | 11 февраля 2011  | 7,91                |
| 15 | «Nevada v. Hunter» «Невада против Хантера»                                   | Брэд Силберлинг  | Нильс Мюллер                 | 18 февраля 2011  | 8,47                |
| 16 | «Noland v. Galloway Pharmaceuticals» «Ноланд против Гэллоуэй Фармасьютикалс» | Кристина Мур     | Мэтт Пайн                    | 25 февраля 2011  | 8,68                |
| 17 | «Nevada v. Greene» «Невада против Грина»                                     | Чарли Хайд       | Кевин Кеннеди                | 4 марта 2011     | 8,59                |
| 18 | «Morelli v. Kaczmarek» «Морелли против Казмарека»                            | Пол Маккрейн     | Нильс Мюллер                 | 11 марта 2011    | 8,38                |